# Ali Khaseif
Ali Khaseif (Abu Dabi, 9 de junio de 1987) es un futbolista emiratí. Juega de guardameta en el Al Jazira de la Liga Árabe del Golfo.

## Selección nacional
Llegó a la selección absoluta en 2011 para disputar la Copa Asiática 2011 en Catar donde quedan eliminados en fase de grupos. Volvió a ser convocado en 2013 para disputar en la Copa de Naciones del Golfo, donde salieron campeones en dicho campeonato.

## Clubes
| Club        | País                   | Año           | PJ (G)  |
| ----------- | ---------------------- | ------------- | ------- |
| Al Fujairah | Emiratos Árabes Unidos | 2004-2005     | 10 (0)  |
| Al-Jazira   | Emiratos Árabes Unidos | 2005-presente | 300 (1) |